# Urbain Grandier
Urbain Grandier (født 1590 i Bouère i Mayenne, død 18. august 1634 i Loudun) var en fransk katolsk præst, som blev brændt på bålet for trolddom. Retssagerne mod Grandier er flere gange blevet behandlet i senere værker.

## Liv og virke
Grandier var præst ved kirken Sainte Croix i Loudun i bispedømmet Poitiers. Han skal have tilsidesat sit kyskhedsløfte, så at han fik et robust ry for horeri med en række kvinder. Han skrev også en bog der angriber doktrinen om gejstlige cølibat.
I 1632 anklagede en gruppe nonner fra det lokale Ursulinekloster ham for at have forhekset dem, ved blandt andet at sendt dem dæmonen Asmodai, hvilket fik dem til at begå onde og skadelige gerninger.
Mange der efterfølgende har undersøgt og kommenteret sagen, heriblandt forfatter Aldous Huxley, har påpeget, at anklagerne, først fremkom efter at Grandier havde nægtet at være åndelig vejleder i klosteret uden at vide, at moder superior, søster des Anges (= Madame de Beclier) var blevet besat af ham efter at have beundret ham fra en afstand og efter at have hørt om hans seksuelle erobringer. Ifølge Huxleys teori skal søster Jeanne have været blevet rasende over, at han nægtede at tage opgaven, og at hun i stedet fik kannik Mignon, en modstander af Grandier, at være deres åndelige leder. Som fortalt sr. Jeanne ham, at Grandier med sort magi havde forført hende. Andre nonner opstod gradvist med lignende beskyldninger. Jeanne beskyldte derefter Grandier for at bruge sort magi til at forføre hende, og de andre nonner begyndte gradvist at komme med lignende beskyldninger. Grandier blev anholdt, afhørt og stillet for en kirkelig domstol, der frikendte ham.
Imidlertid havde Grandier fået et fjendskab af den magtfulde kardinal Richelieu, den ledende minister i Frankrig, efter et offentligt verbal angreb mod ham. Grandier havde også skrevet og udgivet sønderlemmende kritik af Richelieu. Richelieu beordrede en ny retssag, foretaget af hans særlige udsending Jean de Laubardemont, en slægtning til Moder Superior af klosteret i Loudun. Grandier blev arresteret igen ved Angers og muligheden for at appellere til Parlement i Paris blev nægtet ham. Da nonnerne blev afhørt igen, var der ikke en eneste af dem (eller Moder superior), som gentog sine beskyldninger, men dette påvirkede ikke det forudbestemte resultatet af retssagen. Efter tortur af Grandier, fremlagde dommerne (Lactance, Laubardemont, Surin og Tranquille) dokumenter angiveligt underskrevet af Grandier og adskillige dæmoner som bevis for, at han havde lavet en Djævelpagt. Det vides ikke om Grandier skrev eller underskrev pagterne under tvang, eller om de var helt forfalskede.
Grandier blev fundet skyldig og dømt til døden. Han blev derefter tortureret, men indrømmede ingen hekseri. Han blev derefter brændt levende.
Grandiers historie har haft stor fascinationskraft på forfattere af forskellig kvalitet, på historikere og inden for psykologien/psykiatrien.